# Niono
Niono is een gemeente (commune) in de regio Ségou in Mali. De gemeente telt 81.600 inwoners (2009).
De gemeente bestaat uit de volgende plaatsen:
- Colonie
- Foabougou
- Kala Nampala
- Kolodougou Coro
- Kolodougou Coura
- Koué Bamanan
- Kouyan Coura
- Kouyan Péguéna
- Kouyan N'Golobala
- Mouroudjah
- Mouroudjah Coura
- Moussa-Wèrè
- N'Djicorobougou
- N'Dolla
- N'Galamadjiancoro
- Nango N3 Sahel
- Niégué
- Niono-Socoura
- Nioumanké
- Seriwala
- Siguinè